# カロリーナ・ポエリオ
カロリーナ・ソッシセルジョ・ポエリオ(イタリア語: Carolina Sossisergio Poerio、1775年 - 1852年9月11日)は、イタリアのイタリア統一運動時代の愛国者である。パルテノペア共和国建国やイタリア統一運動の初期にあたるナポリ革命で主導的な役割を果たしたジュゼッペ・ポエリオの妻で、自身もまた活動家であった。カロライナ・ポエリオ、カロリーナ・ポエーリョとも。

## 生涯

### パルテノペア共和国前後
1775年、レッチェ県ポッジャルドの地方判事を務めていた父ニッコロ・ソッシセルジョ(イタリア語: Niccolò Sossisergio）とかつてレオポルド1世の家庭教師をしていた母カルロッタ・トロンポール（イタリア語: Carlotta Trompaur)の間に生まれた。父親が早くに亡くなったのちは叔父を頼り母親と姉妹とともにナポリ王国の首都ナポリに移り住んで、青年であったジュゼッペ・ポエリオに出会った。二人は文学作品を通じて親しくなり、この頃から交際を始めた。
1799年には恋人のジュゼッペ・ポエリオがフランス軍に入隊しパルテノペア共和国の建国に携わる。カロリーナはこれには直接関係しなかったがポエリオを支えた。枢機卿ファブリツィオ・ルッフォがカラブリアの実権を握ってフェルディナンド1世を呼び戻し、パルテノペア共和国を打倒して旧来の王政を取り戻そうと画策すると、カロリーナは革命側に寝返ったポエリオの恋人ということで重要人物として警戒され、実際にルッフォ率いる軍隊がパルテノペア共和国に侵攻した際にはカロリーナが住む家にまで軍隊が押しかけている。その際カロリーナはアンシャンレジームを厳守することを誓って、軍隊の略奪から家を守った。
しかしこれだけではカロリーナやその母親、姉妹たちの安全は決して十分に保障されたとは言えなかったため、修道院に入ることで難を逃れた。その間、恋人のジュゼッペ・ポエリオは投獄され死刑判決を受けていた（後に終身刑に減刑）。1800年には恩赦が出されたことでカロリーナたちソッシセルジョ一家は修道院を離れ、1801年には終身刑を受け服役していた恋人ポエリオがフィレンツェ条約 (1801年)に基づき釈放される。その後二人は再会し婚約。1802年にはアレッサンドロ・ポエリオ、1803年にはカルロ・ポエリオ、1807年にはカルロッタ・ポエリオを授かり、またジョアッキーノ1世としてナポリ国王に君臨したジョアシャン・ミュラの治世下では夫ポエリオは高い役職に就いていた。しかし1814年、イタリア南部やシチリア島においてブルボン家が支配を取り戻すと亡命を余儀なくされ、フィレンツェ、グラーツ、トリエステなどを転々とした。一時夫や家族とは生き別れていたが（夫ポエリオは最初、子供を連れてパリへと亡命した）、フィレンツェでは再会を果たしている。

### ナポリ革命前後

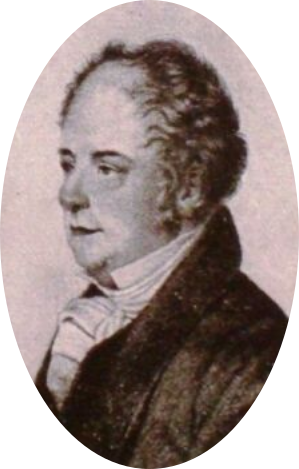
夫ジュゼッペ・ポエリオ

1818年には恩赦が出されて家族とともにナポリに戻る。そこで夫ポエリオは法学者として両シチリア王国政府に雇われ再び高い地位を手に入れていたが、ナポリ革命が発生すると革命側に加担する。また革命政府のもとの両シチリア王国議会ではジュゼッペ・ポエリオも議員に選出され、立憲を目指しつつ君主との関係を重視する穏健派の代表者として知られるようになる。結果、革命失敗後は再び亡命を余儀なくされ、カロリーナは家族とともにフィレンツェへと逃れた。
フィレンツェのポエリオ家邸宅は、イタリア各地の作家や政治家、文学者や哲学者が集まり知識や思想を交換する場所となった。またカロリーナは革命家として名高いジュゼッペ・ポエリオを支える夫人として尊敬されるようになり、邸宅を訪問したことがあるオールバニ伯爵夫人ことルイーゼ・ツー・シュトルベルク＝ゲーデルンは、パルテノペア共和国崩壊時やナポリ革命で夫を支えつつ家を守った強かさを讃えてカロリーナを「傑出した女性」（イタリア語: excellente femme）と呼称した。その後、1828年には両シチリア王国へ帰国する許可が出されてナポリに戻っている。夫のジュゼッペ・ポエリオは1833年に、すでに革命家として活動を始めていたアレッサンドロ・ポエリオは1835年に、遅れてナポリに戻ってカロリーナと再会を果たしている。

### 晩年
1843年、ジュゼッペ・ポエリオが先立つ。またこのころ、1844年や1847年には次男のカルロ・ポエリオが蜂起に加担した罪などで繰り返し投獄されていた。長男のアレッサンドロ・ポエリオはオーストリア帝国と戦うために自発的にヴェネツィアへと向かい、第一次イタリア独立戦争では右足を切断する重傷を負った後に死亡した。革命家パオロ・エミリオ・インブリアーニと結婚していた娘のカルロッタ・ポエリオは夫ともにフランスのニースへと亡命していた。このようにして晩年のカロリーナは寂しい余生を過ごした。
1852年9月11日、カロリーナは悉く革命家となった息子たちや娘たちとは再会できぬまま、ナポリで死亡した。